# Dustin Hoffman
Pour les articles homonymes, voir Hoffman.
Dustin Hoffman, né le 8 août 1937 à Los Angeles, est un acteur américain, par ailleurs producteur et réalisateur.
Cité parmi les meilleurs interprètes de sa génération, Dustin Hoffman est un des acteurs les plus polyvalents et les plus iconoclastes du cinéma.
Hoffman a étudié au Conservatoire de musique de Los Angeles avant de décider de se lancer dans la comédie. Il fait ses débuts à Broadway en 1961 dans la pièce A Cook for Mr. General et connait un succès critique pour sa prestation au théâtre dans Eh ?. Mais la reconnaissance internationale vient en 1967 avec son personnage de Benjamin Braddock, le personnage principal du film Le Lauréat. Depuis, sa carrière s'est principalement focalisée sur le cinéma, avec des retours sporadiques au théâtre.
Notamment connu pour ses prestations d'antihéros versatiles et de personnages vulnérables, ses plus grands succès sont Macadam Cowboy (1969), Little Big Man (1970), Les Chiens de paille (1971), Papillon (1973), Lenny (1974), Les hommes du président (1976), Marathon Man (1976), Kramer contre Kramer (1979), Tootsie (1982), Rain Man (1988) et Des hommes d'influence (1997), des films qui deviendront des classiques du septième art. 
Il a remporté par deux fois l'Oscar du meilleur acteur pour ses rôles dans Kramer contre Kramer et Rain Man, cinq Golden Globes, quatre BAFTA, trois Drama Desk Awards, un Genie Award et un Emmy Award. En 1999, il reçoit l'AFI Life Achievement Award et en 2012 le Kennedy Center Honors.
Il débute dans la réalisation en 2012 avec le film Quartet.

## Biographie

### Jeunesse et formation

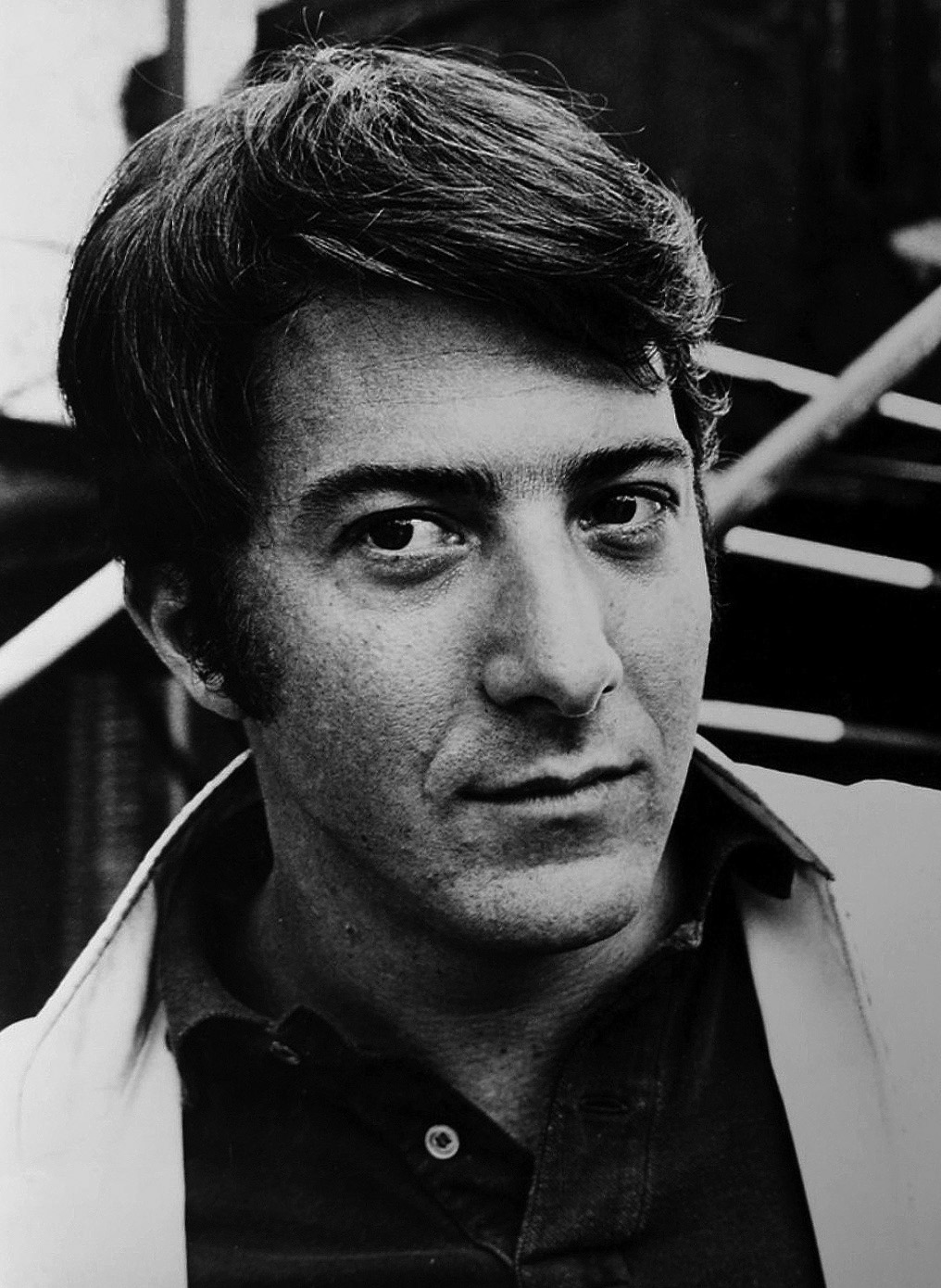
Dustin Hoffman en 1968.

Dustin Lee Hoffman naît à Los Angeles, dans une famille juive d'origine roumaine (de Iași) et ukrainienne (de Kiev),. Il est le deuxième fils de Lillian (née Gold) et Harry Hoffman, un décorateur de plateau chez Columbia Pictures. Il doit son prénom Dustin à l'acteur de théâtre et du cinéma muet Dustin Farnum. Son frère aîné, Ronald, est avocat et économiste.
Il sort diplômé du Los Angeles High School en 1955 et se destine à des études médicales au Santa Monica College. Il quitte l'université au bout d'un an et va étudier l'art dramatique à la Pasadena Community Playhouse (en), puis part à New York suivre les cours du célèbre Lee Strasberg à l'Actors Studio.
Lorsqu'il annonce à sa famille sa vocation d'acteur, sa tante Pearl lui réplique : « Tu ne peux pas être acteur, tu n'es pas assez beau ». Arrivé à New York, il partage un appartement avec deux autres talentueux aspirants acteurs : Robert Duvall et Gene Hackman.

### Révélation et consécration (années 1960-1980)
En 1964, Dustin Hoffman fait ses débuts sur les planches dans une pièce de Samuel Beckett, En attendant Godot. Alors qu'il joue le rôle d'un nazi travesti bossu dans Eh ? à Broadway, le réalisateur Mike Nichols le remarque et lui offre le rôle principal du film Le Lauréat, qui lui vaut en 1967 une nomination à l'Oscar du meilleur acteur. Hoffman y joue le personnage de Benjamin Braddock, issu de la haute bourgeoisie californienne, et qui revient dans sa famille après avoir obtenu un diplôme universitaire. Ne sachant plus quoi faire de sa vie, il a une aventure avec Mrs Robinson, mariée à l'associé de son père et par ailleurs alcoolique et névropathe.

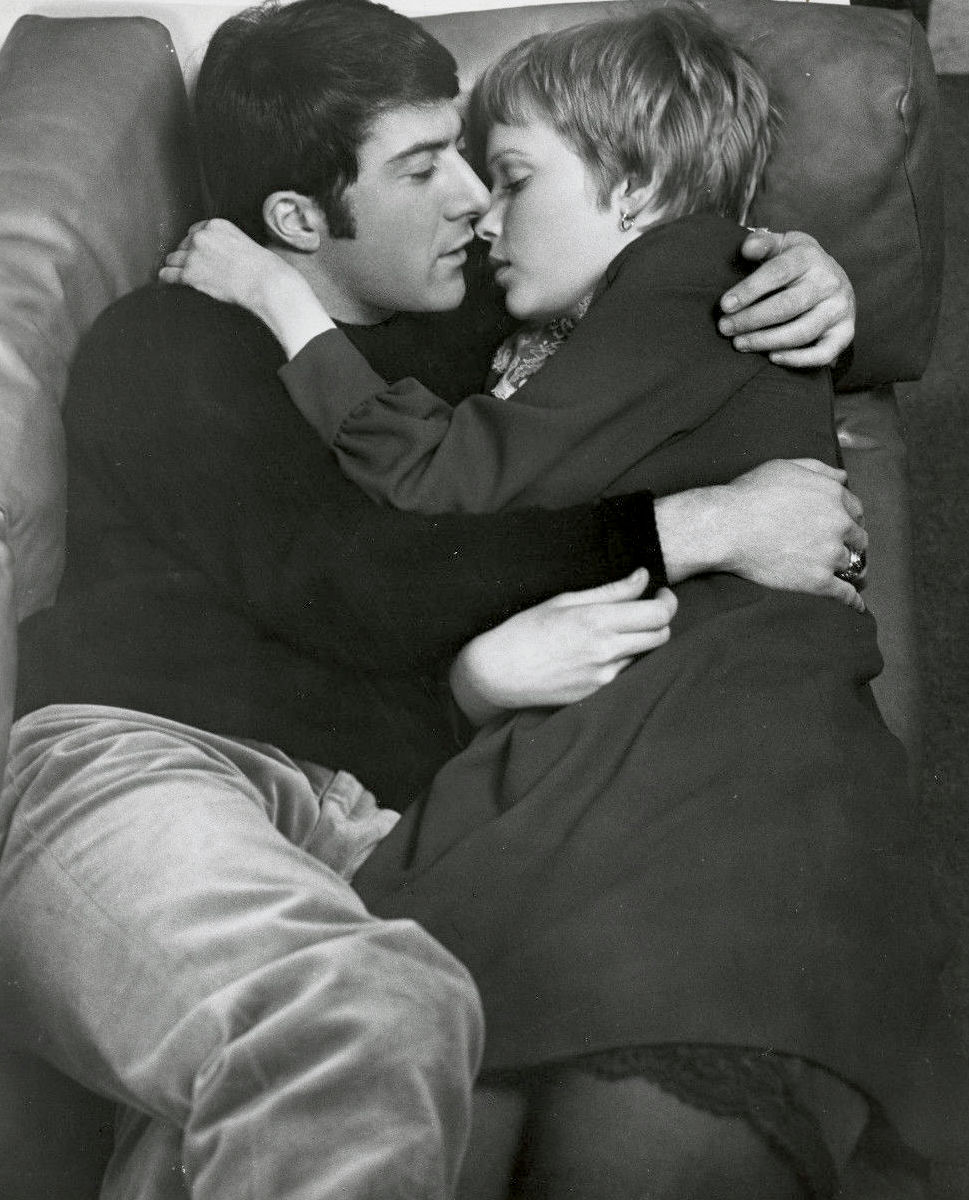
Dustin Hoffman et Mia Farrow dans John et Mary (1969).

Le succès qu'il remporte alors lui permet de profiter des fastes années 1970 du cinéma américain et, variant les registres, de multiplier les tournages de films dont la plupart sont depuis devenus des classiques du 7e art. Il incarne ainsi Ratso Rizzo dans Macadam Cowboy (1969), joue dans Little Big Man (1970), les Chiens de paille (1971) de Sam Peckinpah, Papillon (1973) au côté de Steve McQueen ou Lenny de Bob Fosse (1974). Peu après, il se glisse dans la peau du journaliste du Washington Post Carl Bernstein dans Les Hommes du président (1976) d'Alan J. Pakula, avant de subir un véritable calvaire entre les mains du dentiste tortionnaire Laurence Olivier dans le glaçant Marathon Man, sorti la même année.
En 1978, il envisage de passer à la réalisation avec Le Récidiviste dont il est également l'acteur principal : mais, trouvant trop difficile le cumul de la mise en scène et de son travail de comédien, il préfère laisser la réalisation à Ulu Grosbard.
En 1979, le film de Robert Benton, Kramer contre Kramer, lui rapporte son premier Oscar du meilleur acteur.
En 1982, le film Tootsie, dans lequel il interprète un comédien au chômage travesti en femme pour décrocher un rôle, est un succès à la fois critique et commercial qui lui vaut sa cinquième nomination à l'Oscar du meilleur acteur.
Durant les années 1980, il ne tourne que quatre films, dont Ishtar, réalisé par Elaine May et avec Warren Beatty, qui constitue le plus gros échec de sa carrière : le film a dû faire face à de sévères problèmes de production, il reçoit de la totalité des critiques un avis négatif et est nommé pour trois Razzie Awards. Cependant, Hoffman et Beatty aiment le montage final et tentent de le défendre. Ils ne sont pas affectés par le flop du film et Ishtar devient par la suite un film culte.
Cependant, en 1988, grâce au drame Rain Man et sa prestation émouvante d'un autiste prodige chaperonné par son frère (Tom Cruise), il décroche un deuxième Oscar en 1989 qui le rend à nouveau crédible face aux producteurs.

### Grosses productions (années 1990)
Durant les années 1990, Dustin Hoffman se diversifie, en s'aventurant dans de grosses productions hollywoodiennes : en 1991, il joue le rôle-titre du drame Billy Bathgate, de Robert Benton, mais incarne aussi le Capitaine Crochet dans Hook ou la Revanche du Capitaine Crochet, un blockbuster d'aventures familial réalisé par Steven Spielberg.
En 1992, il tourne dans Héros malgré lui sous la direction de Stephen Frears, puis en 1995, il fait partie du casting du film de science-fiction Alerte ! (Outbreak) de Wolfgang Petersen.
L'année 1996 le voit réaliser un doublé critique le drame American Buffalo, qui l'oppose à Dennis Franz, puis le drame Sleepers réalisé par Barry Levinson.
Retour à un ton polémique en 1997 avec Mad City de Costa-Gavras, et Des hommes d'influence, toujours avec Barry Levinson, dans lequel l'acteur incarne un cynique producteur hollywoodien.
Gros flop critique en 1998 pour sa quatrième collaboration avec Levinson : le film de science-fiction Sphère est éreinté par la critique.
En 1999, il endosse la soutane pour le Jeanne d'Arc de Luc Besson, se faisant ensuite plus discret durant quelque temps, avant un retour amorcé en 2002.

### Seconds rôles (années 2000)

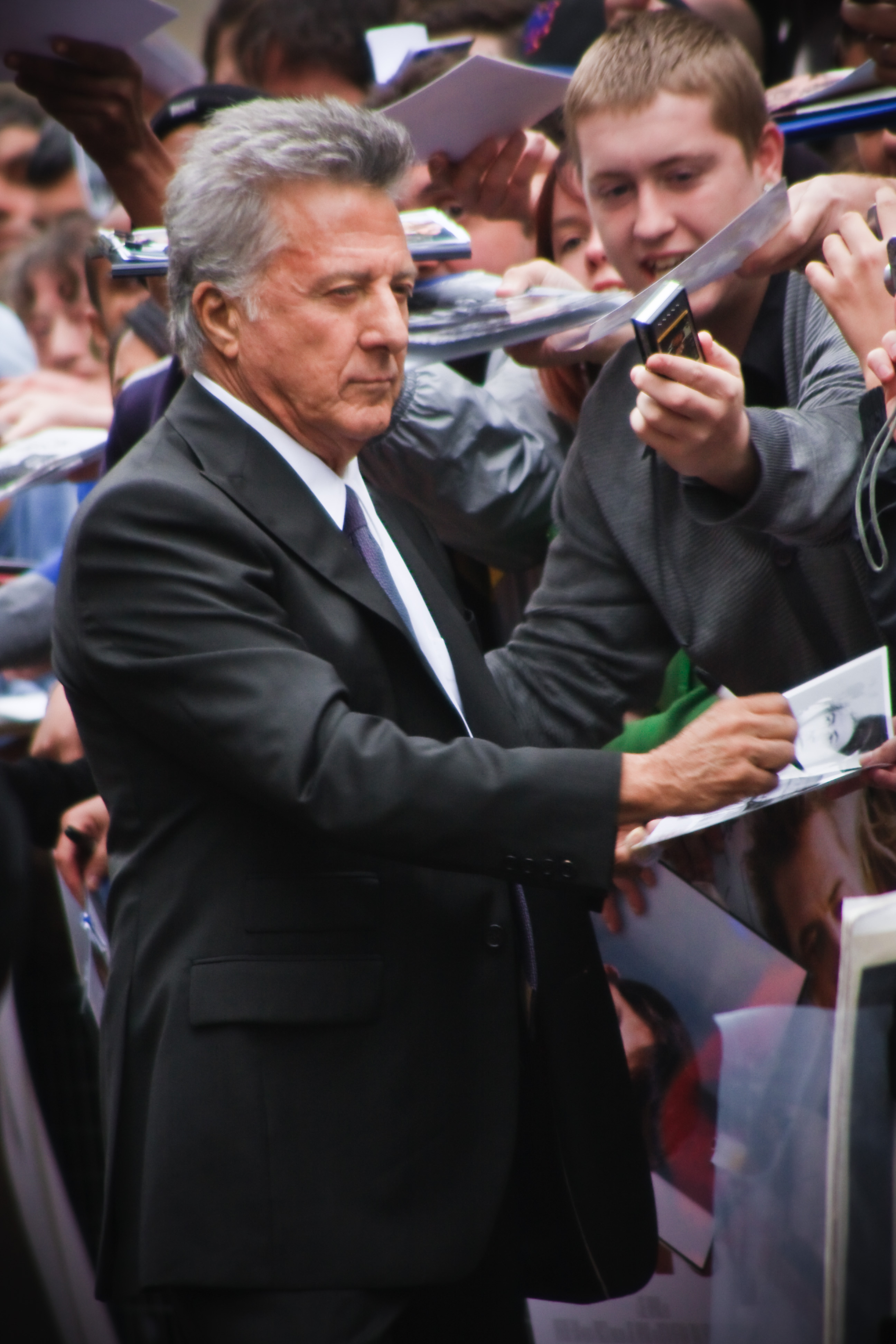
L'acteur à la première londonienne de Last Chance for Love, en juin 2009.

Les années 2002-2003 voient Dustin Hoffman revenir sur les écrans avec trois drames reposant sur des quatuors d'acteurs : le film indépendant Moonlight Mile avec Jake Gyllenhaal, Susan Sarandon et Holly Hunter ; le thriller d'arnaque Confidence, avec Edward Burns, Andy Garcia et Rachel Weisz ; puis enfin le thriller judiciaire Le Maître du jeu, où l'acteur donne la réplique à Gene Hackman, John Cusack et de nouveau Rachel Weisz.
Médiatiquement, c'est en 2004 qu'il se fait remarquer : d'abord en incarnant le père de Ben Stiller dans la comédie Mon beau-père, mes parents et moi, qui lui permet aussi de retrouver Robert De Niro ; puis en jouant dans le mélodrame Neverland, porté par les stars Johnny Depp et Kate Winslet ; puis en s'adjoignant à l'impressionnant casting du quatrième film de David O. Russell, la comédie indépendante J'adore Huckabees. Pour finir, il fait une simple apparition dans le film d'aventures familial Les Désastreuses Aventures des orphelins Baudelaire, où il campe un directeur de théâtre pince-sans-rire et débonnaire dans le drame.
En 2006, il tient l'un des rôles principaux du drame Le Parfum, histoire d'un meurtrier, adaptation signée Tom Tykwer, puis tient un second rôle dans l'acclamée comédie dramatique fantastique L'Incroyable Destin de Harold Crick, portée par Will Ferrell et Emma Thompson.
Particulièrement fier du film, il collabore à nouveau avec son scénariste, Zach Helm, pour son premier film, la comédie fantastique familiale Le Merveilleux Magasin de Mr. Magorium, sorti en 2008, dont il partage l'affiche avec Natalie Portman. Décidément enclin au monde de l'enfance, il double cette année-là des protagonistes des films d'animation Kung Fu Panda et La Légende de Despereaux.
En 2009, alors qu'il retrouve Emma Thompson pour partager l'affiche de la romance indépendante Last Chance for Love, écrite et réalisée par Joel Hopkins, il est fait commandeur dans l'ordre des Arts et des Lettres.

### Télévision et passage à la réalisation (années 2010)

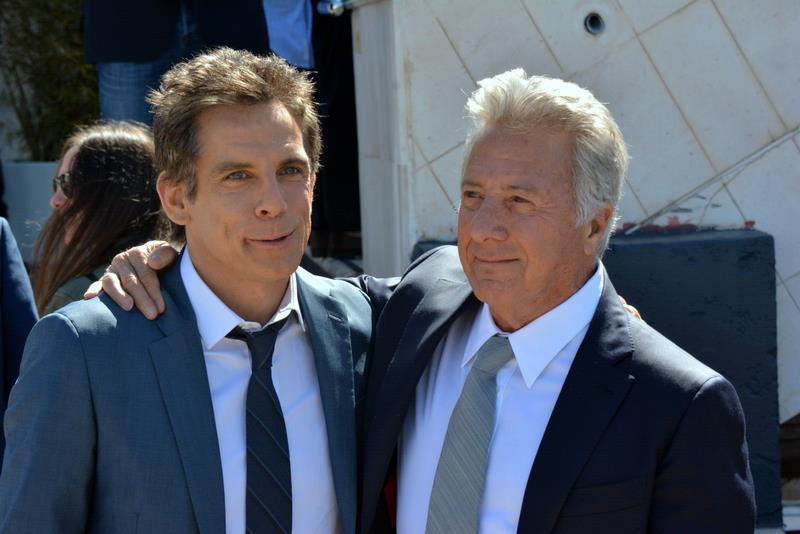
Ben Stiller et Dustin Hoffman au festival de Cannes 2017, pour la présentation du film The Meyerowitz Stories.

Dans les années 2010, Dustin Hoffman tourne beaucoup moins.
Il redevient le père de Ben Stiller à deux reprises : tout d'abord pour la comédie potache Mon beau-père et nous, conclusion de la trilogie amorcée en 2001, cette fois réalisée par Paul Weitz ; puis pour le drame indépendant The Meyerowitz Stories, de Noah Baumbach, sorti en 2018.
En 2011, il retrouve Paul Giamatti pour partager l'affiche de la comédie dramatique indépendante Le Monde de Barney.
Mais surtout, en 2012, trente-quatre ans après la tentative avortée du Récidiviste, il tourne le drame indépendant Quartet, son premier film en tant que réalisateur, dans lequel il ne joue pas. Il confie le premier rôle à la britannique Maggie Smith. Parallèlement, il tient le rôle principal de la série télévisée évènement Luck, écrite par David Milch et réalisée par Michael Mann pour la chaîne HBO. Mais la série ne dépasse pas sa première saison de dix épisodes.
L'année 2014 est marquée par ses seconds rôles dans deux longs métrages mis en scène par des acteurs déjà passés à la réalisation avec succès : Jon Favreau pour la comédie dramatique Chef, puis Thomas McCarthy pour son premier essai dans l'humour avec The Cobbler.
En 2015, il tient des petits rôles dans les drames Le Virtuose de François Girard et The Program, qui marque ses retrouvailles avec Stephen Frears.

## Vie privée

### Mariage et problèmes de santé

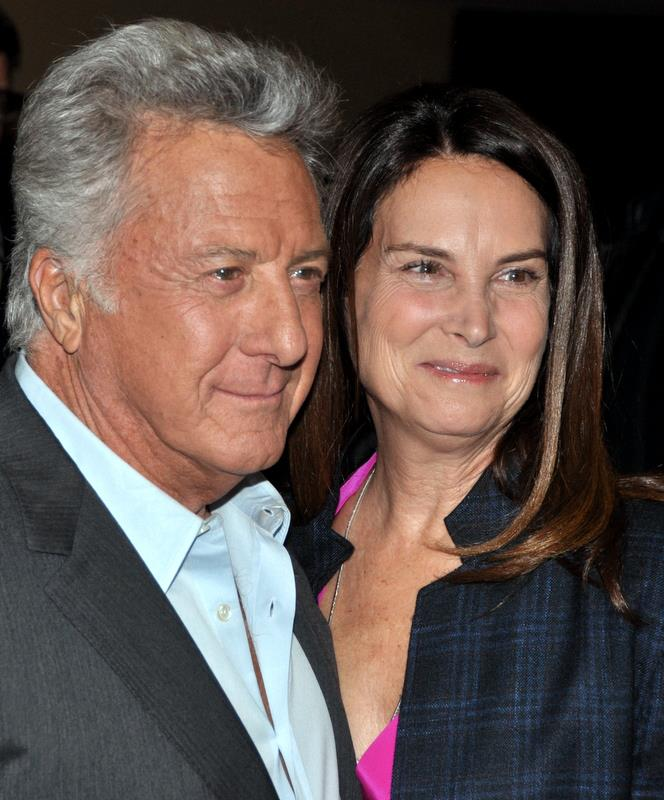
Dustin Hoffman et son épouse Lisa en 2013.

En 2013, Dustin Hoffman est traité avec succès pour un cancer,.

### Engagements

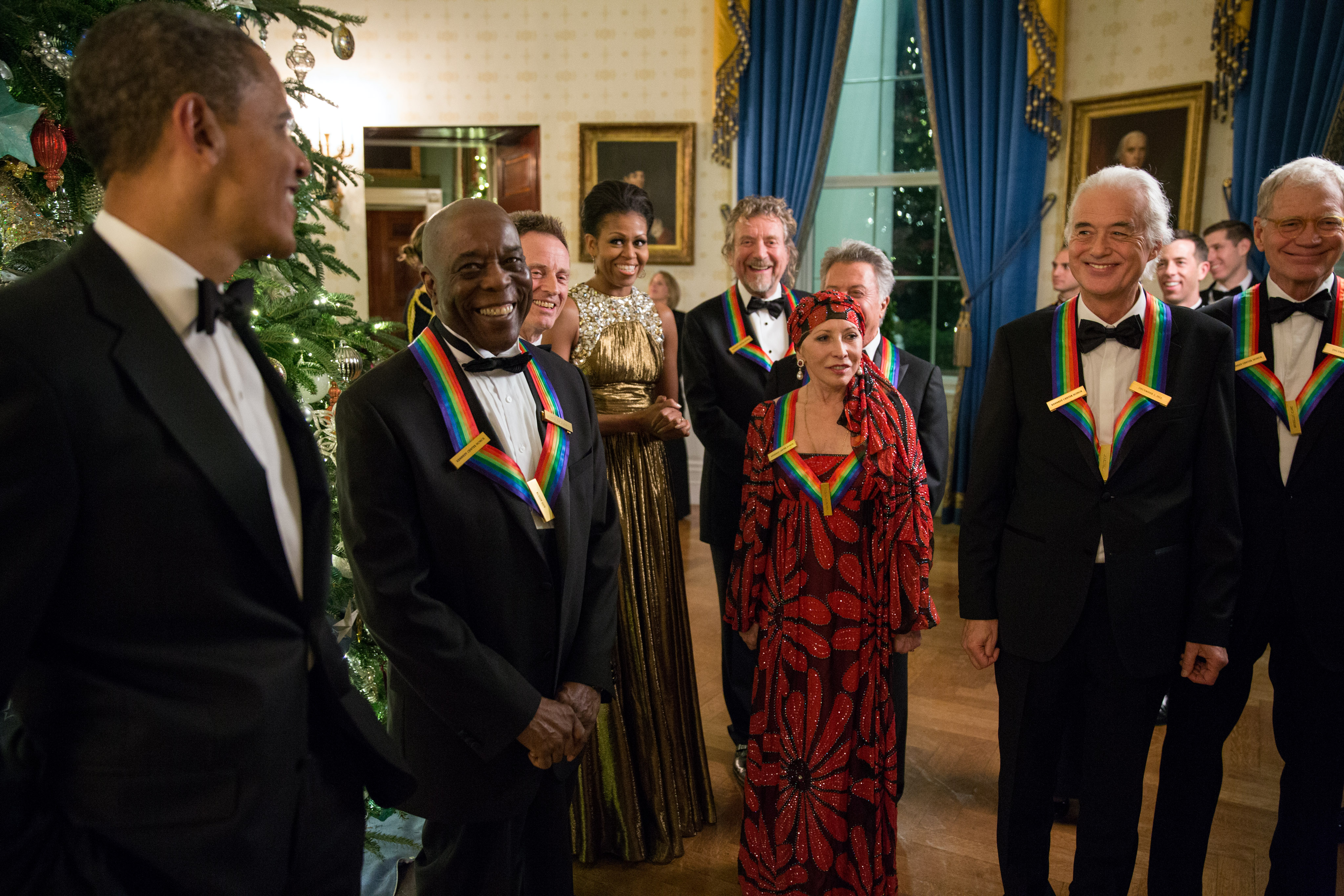
L'acteur (au second plan) au Kennedy Center en décembre 2012, où il est honoré, parmi d'autres invités, par le président des États-Unis Barack Obama.

Dustin Hoffman a soutenu le sénateur John Kerry lors de l'élection présidentielle de 2004, il a assisté à la cérémonie d'investiture du président Barack Obama et est un proche de l'homme politique Ralph Nader. En 2006, il avait cependant soutenu la réélection du gouverneur Arnold Schwarzenegger à son poste en Californie.[réf. souhaitée]
En juillet 2010, il décide d’annuler sa participation au festival international du film de Jérusalem sans en donner de raison officielle. Dans une déclaration au Jerusalem Post, le directeur de la manifestation Molad Hayo pense que sa décision a un lien avec l’attaque de la flottille pour Gaza, les organisateurs ayant été avisés de son refus le lendemain de cette attaque.

### Accusations de harcèlement sexuel
En novembre 2017, dans le contexte de l'affaire Harvey Weinstein, Dustin Hoffman est accusé de harcèlement sexuel par l'écrivaine Anna Graham Hunter (en), mineure au moment des faits. Interrogé par The Hollywood Reporter, Dustin Hoffman s'est excusé de son comportement : « J'ai le plus grand respect pour les femmes et je suis profondément désolé que ce que j'ai pu faire ait pu la mettre dans une situation inconfortable. Je suis désolé. Cela ne correspond pas à ce que je suis »,.
Quelques heures plus tard, la scénariste Wendy Riss Gatsiounis (en) porte de nouvelles accusations contre Dustin Hoffman et le producteur Murray Schisgal. Selon elle, Hoffman et Schisgal n'avaient pas donné suite à l'adaptation d'une pièce de théâtre dont elle était l'auteur, après qu'elle avait repoussé des sollicitations sexuelles et refusé de se rendre dans un hôtel avec l'acteur.
Le 14 décembre 2017, d'autres femmes portent contre lui des accusations semblables.

## Filmographie

### Comme acteur

#### Cinéma

##### Années 1960
- 1967 : Le Minus se rebiffe (The Tiger Makes Out) d'Arthur Hiller : Hap
- 1967 : Le Lauréat (The Graduate) de Mike Nichols : Benjamin Braddock
- 1968 : L'Agent américain (Un dollaro per 7 vigliacchi) de Giorgio Gentili : Frank Putzu
- 1969 : Sunday Father (court métrage) de Paul Leaf : un père du dimanche
- 1969 : Macadam Cowboy (Midnight Cowboy) de John Schlesinger : Enrico Salvatore Rizzo dit « Ratso »
- 1969 : John et Mary (John and Mary) de Peter Yates : John

##### Années 1970
- 1970 : Little Big Man d'Arthur Penn : Jack Crabb

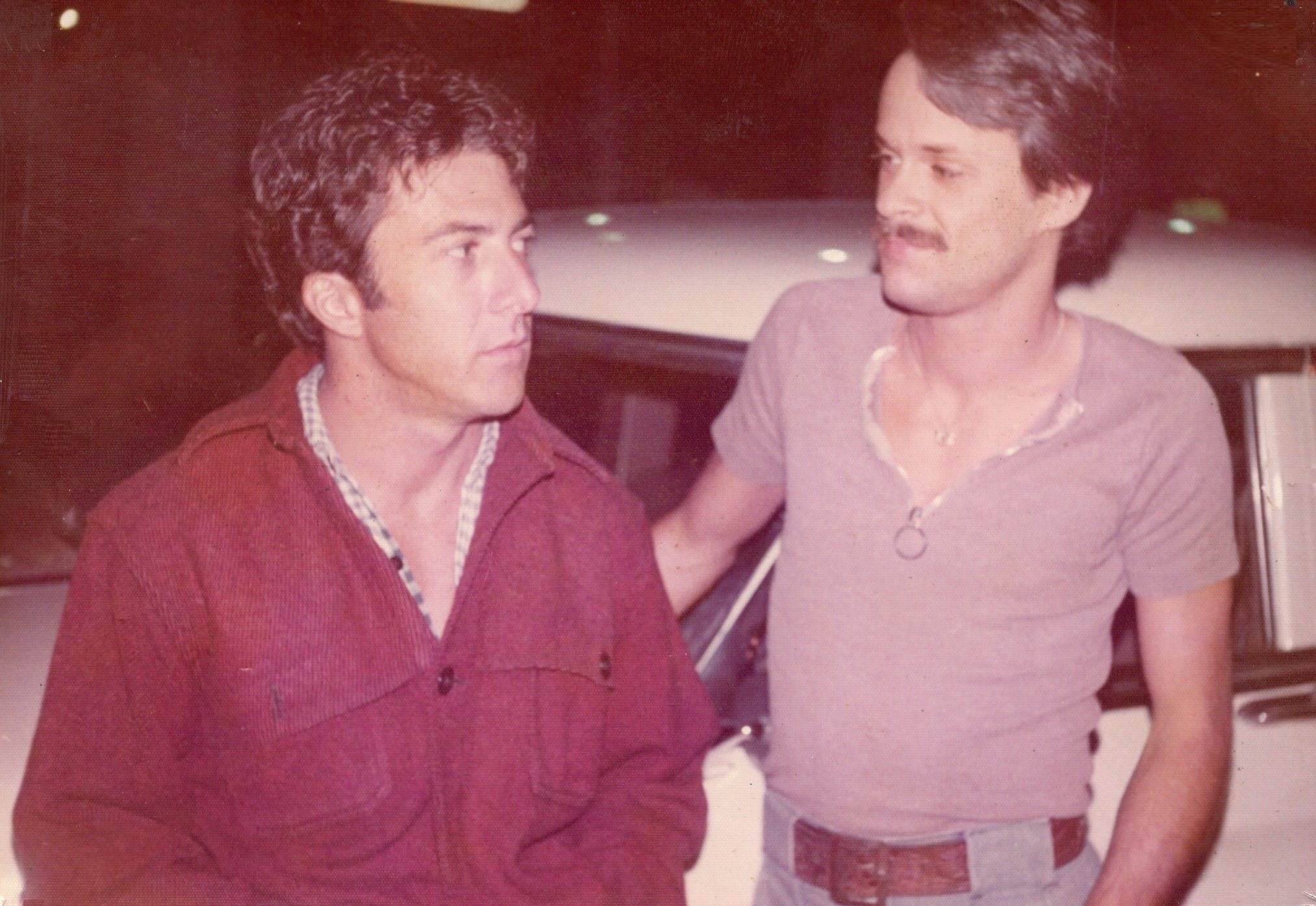
Dustin Hoffman avec Lars Jacob sur le tournage de Lenny à Fort Lauderdale en 1974.

- 1971 : Qui est Harry Kellerman ? (Who is Harry Kellerman and why is he saying those terrible things about me ?) d'Ulu Grosbard : Georgie Soloway
- 1971 : Les Chiens de paille (Straw Dogs) de Sam Peckinpah : David Sumner
- 1972 : Alfredo, Alfredo de Pietro Germi : Alfredo Sbisà
- 1973 : Papillon de Franklin Schaffner : le forçat Louis Delga
- 1974 : Lenny de Bob Fosse : Lenny Bruce
- 1976 : Les Hommes du président (All the President's Men) de Alan J. Pakula : Carl Bernstein
- 1976 : Marathon Man de John Schlesinger : Thomas Levy
- 1978 : Le Récidiviste (Straight Time) d'Ulu Grosbard : Max Dembo
- 1979 : Agatha de Michael Apted : Wally Stanton
- 1979 : Kramer contre Kramer (Kramer vs. Kramer) de Robert Benton : Ted Kramer

##### Années 1980
- 1982 : Tootsie de Sydney Pollack : Michael Dorsey / Dorothy Michaels
- 1987 : Ishtar de Elaine May : Chuck Clarke
- 1988 : Rain Man de Barry Levinson : Raymond Babbitt
- 1989 : Family Business de Sidney Lumet : Vito McMullen

##### Années 1990
- 1990 : Dick Tracy de Warren Beatty : Mumbles
- 1991 : Billy Bathgate de Robert Benton : Dutch Schultz
- 1991 : Hook ou la Revanche du capitaine Crochet (Hook) de Steven Spielberg : le capitaine James Crochet
- 1992 : Héros malgré lui (Hero) de Stephen Frears : Bernard « Bernie » Laplante
- 1995 : Alerte ! (Outbreak) de Wolfgang Petersen : colonel Sam Daniels
- 1996 : American Buffalo de Michael Corrente : Walt « Teach » Teacher
- 1996 : Sleepers de Barry Levinson : Danny Snyder
- 1997 : Mad City de Costa-Gavras : Max Brackett
- 1997 : Des hommes d'influence (Wag the Dog) de Barry Levinson : Stanley Motss
- 1998 : Sphère (Sphere) de Barry Levinson : docteur Norman Goodman
- 1999 : Jeanne d'Arc de Luc Besson : conscience de Jeanne d'Arc

##### Années 2000
- 2002 : Moonlight Mile de Brad Silberling : Ben Floss
- 2003 : Confidence de James Foley : Winston King
- 2003 : Le Maître du jeu (Runaway Jury) de Gary Fleder : Wendell Rohr
- 2004 : Neverland (Finding Neverland) de Marc Forster : Charles Frohman
- 2004 : J'adore Huckabees (I Heart Huckabees) de David O. Russell : Bernard
- 2004 : Les Désastreuses Aventures des orphelins Baudelaire (Lemony Snicket's A Series of Unfortunate Events) de Brad Silberling : le critique
- 2004 : Mon beau-père, mes parents et moi (Meet the Fockers) de Jay Roach : Bernie Focker
- 2005 : Adieu Cuba (The Lost City) d'Andy García : Meyer Lansky
- 2005 : Zig Zag, l'étalon zébré (Racing Stripes) de Frederik Du Chau : Tucker (voix)
- 2006 : Le Parfum, histoire d'un meurtrier (Perfume : the Story of a Murderer) de Tom Tykwer : Giuseppe Baldini
- 2006 : L'Incroyable Destin de Harold Crick (Stranger than Fiction) de Marc Forster : professeur Jules Hilbert
- 2006 : The Holiday de Nancy Meyers : client d'une vidéothèque
- 2008 : Le Merveilleux Magasin de Mr. Magorium (Mr. Magorium's Wonder Emporium) de Zach Helm : M. Edgar Magorium
- 2009 : Last Chance for Love (Last Chance for Harvey) de Joel Hopkins : Harvey Shine

##### Années 2010
- 2010 : Mon beau-père et nous (Little Fockers) de Paul Weitz : Bernie Focker
- 2011 : Le Monde de Barney (Barney's Version) de Richard J. Lewis : Izzy Panofsky
- 2014 : Chef de Jon Favreau : Riva
- 2014 : The Cobbler de Thomas McCarthy : Abraham Simkin
- 2015 : Le Virtuose (Boychoir) de François Girard : Maître Carvelle
- 2015 : The Program de Stephen Frears : Bob Hamman
- 2017 : The Meyerowitz Stories de Noah Baumbach : Harold
- 2019 : L'Homme du labyrinthe (L'uomo del labirinto) de Donato Carrisi : docteur Green

##### Années 2020
- 2022 : As They Made Us de Mayim Bialik : Eugene
- 2022 : Sam & Kate de Darren Le Gallo : Bill
- 2024 : Megalopolis de Francis Ford Coppola :  Nush « The Fixer » Berman

#### Animation

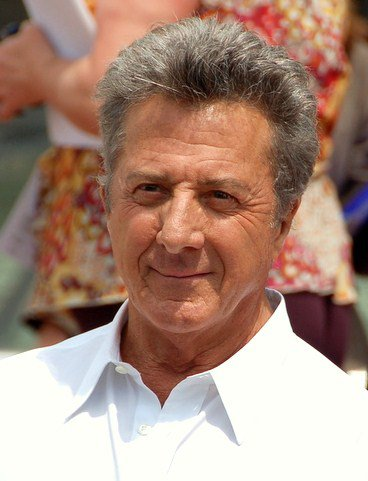
L'acteur au festival de Cannes 2008 pour la présentation de Kung Fu Panda.

- 1991 : A Wish for Wings That Work : Milquetoast the Cross-Dressing Cockroach
- 2008 : Kung Fu Panda de Mark Osborne et John Stevenson : Shifu
- 2008 : Kung Fu Panda : Les Secrets des cinq cyclones de Raman Hui : Shifu
- 2008 : La Légende de Despereaux (The Tale of Despereaux) de Sam Fell : Roscuro
- 2010 : Kung Fu Panda : Bonnes Fêtes de Tim Johnson : Shifu
- 2011 : Kung Fu Panda 2 de Jennifer Yuh Nelson : Shifu
- 2011 : Kung Fu Panda : Les Secrets des Maîtres de Tony Leondis : Shifu
- 2016 : Kung Fu Panda 3 de Jennifer Yuh Nelson : Shifu

#### Télévision
- 1966 : The Journey of the Fifth Horse de Larry Arrick et Earl Dawson : Zoditch
- 1966 : The Star Wagon de Karl Genus : Hanus Wicks
- 1971 : The Point (TV) : le narrateur / le père (première télédiffusion)
- 1977 : Bette Midler: Ol' Red Hair Is Back de Dwight Hemion : lui-même[16]
- 1985 : Mort d'un commis voyageur (Death of a Salesman) de Volker Schlöndorff : Willy Loman
- 1991 : Les Simpson, épisode Mon prof, ce héros au sourire si doux : M. Bergstrom
- 1993 : La Classe américaine, de Michel Hazanavicius et Dominique Mézerette : le journaliste Peter (images d'archives détournées)[17]
- 2005 : Larry et son nombril (saison 5, épisode 10) : un des deux guides
- 2012 : Luck de David Milch : Chester « Ace » Bernstein
- 2015 : Un amour de tortue de Dearbhla Walsh : Mr Hoppy
- 2016 : Les Médicis : Maîtres de Florence (série) : Jean de Médicis[Lequel ?]

### Comme réalisateur
- 2012 : Quartet

### Comme producteur
- 1998 : Tarzan et la Cité perdue de Carl Schenkel
- 1999 : Le Choix d'une vie de Tony Goldwyn
- 1999 : The Devil's Arithmetic (téléfilm) de Donna Deitch
- 2012 : Luck (série) de David Milch : rôle principal (10 épisodes)

## Distinctions et Influence

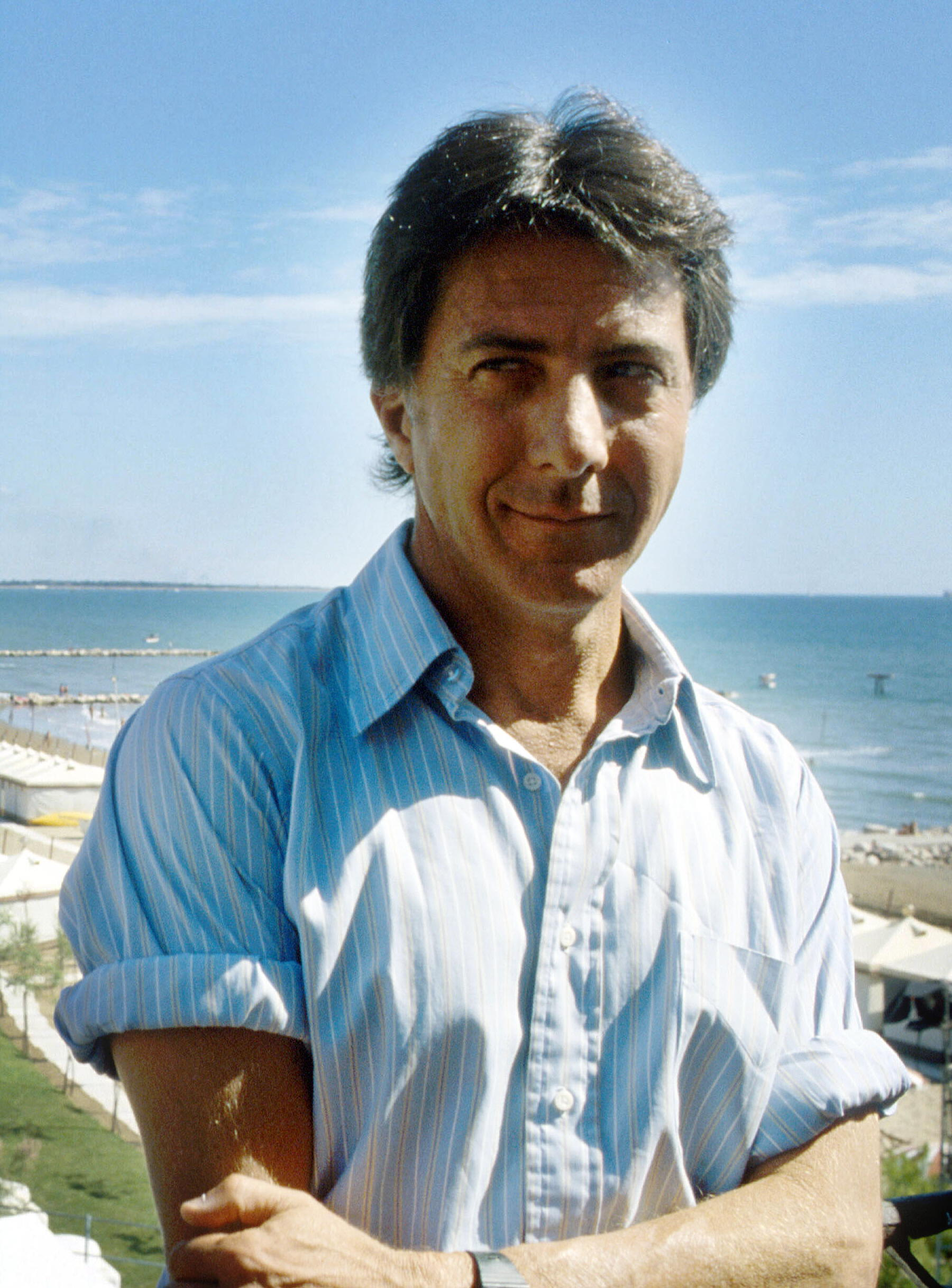
Dustin Hoffman à la Mostra de Venise 1984, auréolé du succès critique et commercial du film Tootsie.

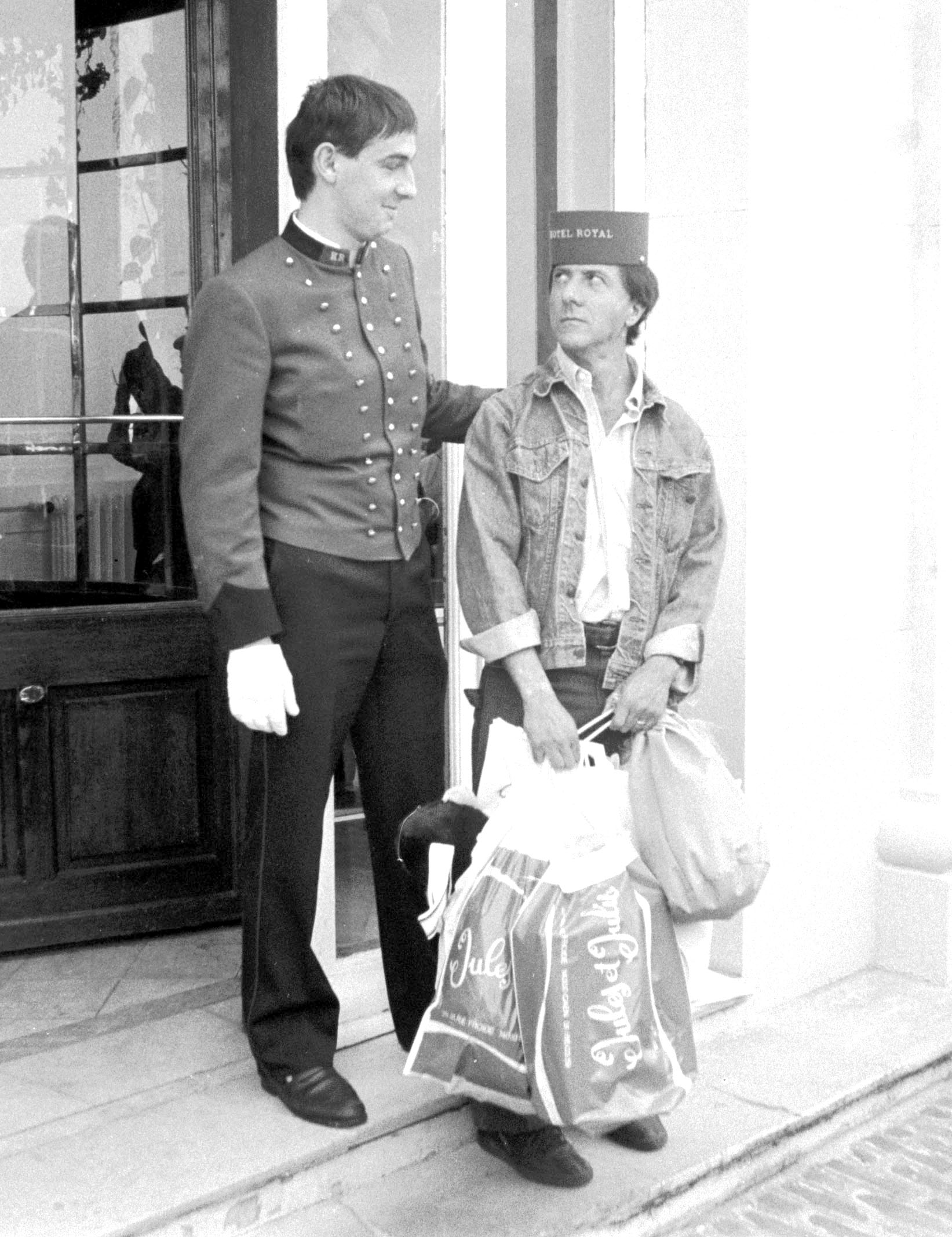
L'acteur au festival de Deauville 1985, l'année de tournage du film Ishtar.

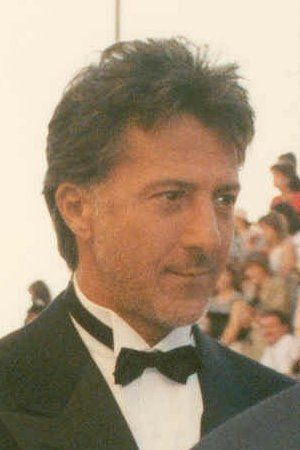
L'acteur en 1989 à la des Oscars, où il est récompensé pour son rôle dans Rain Man.

### Influence
En 1999, Hoffman est sélectionné par l'American Film Institute pour recevoir le Life Achievement Award. Pour être choisi et honoré, « le récipiendaire doit être quelqu’un qui a fondamentalement fait progresser l’art du cinéma et dont les réalisations ont été reconnues par les spécialistes du cinéma, les critiques, leurs pairs individuels et le grand public ». Lors de la remise du prix, de nombreux pairs à Hoffman ont loué son travail, parmi lesquels Edward Norton, Jon Voight, Goldie Hawn, Cuba Gooding Jr., Kathy Bates et Jack Nicholson. Par ailleurs, l'American Film Institute le décrit comme « à la fois une star hollywoodienne et l’un des grands acteurs de sa génération » tandis que le Bristish Film Institute le présente comme « l’un des meilleurs acteurs de sa génération ».
En 2009, Hoffman est récompensé d'un César d'honneur. En 2012, Dustin Hoffman reçoit les honneurs du Kennedy Center : « L’engagement indéfectible de Dustin Hoffman dans la grande variété de rôles qu’il joue a fait de lui l’un des acteurs les plus polyvalents et les plus iconoclastes de cette génération ou de toute autre génération ». Parmi ceux qui l’ont honoré lors de la cérémonie figuraient Robert De Niro, Liev Schreiber, Naomi Watts et Billy Connolly. 

### Récompenses
- Oscars du cinéma :
  - Oscars 1980 : Oscar du meilleur acteur pour Kramer contre Kramer
  - Oscars 1989 : Oscar du meilleur acteur pour Rain Man
- Golden Globes :
  - Golden Globes 1980 : Golden Globe du meilleur acteur dans un film dramatique pour Kramer contre Kramer
  - Golden Globes 1983 : Golden Globe du meilleur acteur dans une comédie pour Tootsie
  - Golden Globes 1986 : Golden Globe du meilleur acteur dans un téléfilm pour Mort d'un commis voyageur
  - Golden Globes 1989 : Golden Globe du meilleur acteur dans un film dramatique pour Rain Man
- British Academy Film Awards :
  - BAFA 1969 : BAFTA du meilleur acteur pour Le Lauréat
  - BAFA 1970 : BAFTA du meilleur acteur pour John et Mary et Macadam Cowboy
  - BAFA 1984 : BAFTA du meilleur acteur pour Tootsie
- David di Donatello :
  - David di Donatello 1970 : prix du meilleur acteur étranger pour Macadam Cowboy
  - David di Donatello 1977 : prix du meilleur acteur étranger pour Marathon Man
  - David di Donatello 1980 : prix du meilleur acteur étranger pour Kramer contre Kramer
  - David di Donatello 1989 : prix du meilleur acteur étranger pour Rain Man
- International Emmy Awards 2016 : Emmy Award du meilleur acteur pour Roald Dahl's Esio Trot

### Nominations
- Oscars du cinéma :
  - Oscars 1968 : Oscar du meilleur acteur pour Le Lauréat
  - Oscars 1970 : Oscar du meilleur acteur pour Macadam Cowboy
  - Oscars 1975 : Oscar du meilleur acteur pour Lenny
  - Oscars 1983 : Oscar du meilleur acteur pour Tootsie
  - Oscars 1998 : Oscar du meilleur acteur pour Des hommes d'influence
- Golden Globes :
  - Golden Globes 1968 : Golden Globe du meilleur acteur dans une comédie pour Le Lauréat
  - Golden Globes 1970 :
    - Golden Globe du meilleur acteur dans une comédie pour John et Mary
    - Golden Globe du meilleur acteur dans un film dramatique pour Macadam Cowboy

  - Golden Globes 1975 : Golden Globe du meilleur acteur dans un film dramatique pour Lenny
  - Golden Globes 1977 : Golden Globe du meilleur acteur dans un film dramatique pour Marathon Man
  - Golden Globes 1992 : Golden Globe du meilleur acteur dans une comédie pour Hook ou la Revanche du Capitaine Crochet
  - Golden Globes 1998 : Golden Globe du meilleur acteur dans une comédie pour Des hommes d'influence
  - Golden Globes 2009 : Golden Globe du meilleur acteur dans une comédie pour Last Chance for Love
- British Academy Film Awards :
  - BAFA 1972 : BAFTA du meilleur acteur pour Little Big Man
  - BAFA 1976 : BAFTA du meilleur acteur pour Lenny
  - BAFA 1977 : BAFTA du meilleur acteur pour Les Hommes du président et Marathon Man
  - BAFA 1981 : BAFTA du meilleur acteur pour Kramer contre Kramer
  - BAFA 1990 : BAFTA du meilleur acteur pour Rain Man

### Décoration
- Commandeur dans l'ordre des Arts et des Lettres le 26 février 2009[20].

## Voix francophones
En version française, plusieurs comédiens se succèdent jusqu'en 1990 pour doubler Dustin Hoffman : Patrick Floersheim à trois reprises dans Kramer contre Kramer, Ishtar et Dick Tracy ; à deux reprises chacun par Pierre Arditi dans Le Récidiviste et Agatha, Philippe Ogouz dans Les Chiens de paille et Papillon ainsi que par Francis Lax dans Lenny et Les Hommes du président. Patrick Dewaere le double dans Le Lauréat, Maurice Sarfati dans Macadam Cowboy Pierre Trabaud, dans Little Big Man, Michel Bedetti dans Marathon Man, Jean-Pierre Cassel dans Tootsie et Georges Berthomieu dans Mort d'un commis voyageur.
À partir du film Rain Man sorti en 1988, Dominique Collignon-Maurin devient sa voix régulière, bien que de nombreux comédiens le doublent en alternance. Collignon-Maurin le retrouve dans Family Business, Sleepers, Le Maître du jeu, Les Désastreuses Aventures des orphelins Baudelaire, les films Mon beau-père, Luck, Chef, The Program, Le Virtuose, The Meyerowitz Stories et L'Homme du labyrinthe. En parallèle, il est notamment doublé par Jean-Jacques Moreau dans Confidence, Adieu Cuba, Le Parfum, Le Merveilleux Magasin de M. Magorium et Un amour de tortue. Il est également doublé à quatre reprises par Mario Santini dans Billy Bathgate, Alerte !, Des hommes d'influence et Sphère, à trois reprises par Gérard Rinaldi dans J'adore Huckabees, L'Incroyable Destin de Harold Crick et Last Chance for Love ainsi qu'à deux reprises par Richard Darbois dans Hook ou la Revanche du Capitaine Crochet et Héros malgré lui. Enfin, il est doublé à titre exceptionnel par Richard Berry dans Mad City, Féodor Atkine dans Jeanne d'Arc, Georges Claisse dans Neverland, Bernard Tiphaine dans The Holiday et Richard Leblond dans Les Médicis : Maîtres de Florence.
Pour la saga d'animation Kung Fu Panda (trois films et trois courts métrages), c'est à nouveau Pierre Arditi qui lui prête sa voix pour le personnage de Maître Shifu.
En version québécoise, Guy Nadon est la voix québécoise régulière de l'acteur. Il le double notamment dans Capitaine Crochet, La Correction, Des hommes d'influence, En toute confiance, Le Maître du jeu, Voyage au pays imaginaire, les films Mon beau-père, Le Merveilleux Magasin de Mr. Magorium, La Dernière Chance d'Harvey ou encore Un cordonnier bien chaussé. Jean-Marie Moncelet le double dans L'Épidémie et Sphère tandis qu'Hubert Gagnon est sa voix dans Héros.